# Metacharis rabulana
Metacharis rabulana är en fjärilsart som beskrevs av Hans Ferdinand Emil Julius Stichel 1910. Metacharis rabulana ingår i släktet Metacharis och familjen Riodinidae. Inga underarter finns listade i Catalogue of Life.